# Encyclopédie juive
L'Encyclopédie juive (en hongrois : Zsidó lexikon) est un ouvrage en langue hongroise, paru en 1929 à Budapest, sous la direction de Péter Újvári (hu). Elle rassemble des notices biographiques, des définitions, des planches thématiques, portant sur les Juifs et la culture juive en Hongrie. 